# فهرست سفیران ایران در استرالیا
این فهرست، اسامی سفیران ایران در کشور استرالیا از زمان بازگشایی این سفارتخانه در سال ۱۳۵۱ و تاکنون را شامل می‌شود.
در سال ۱۳۴۲ ایران و استرالیا دربارهٔ مبادلهٔ نمایندهٔ سیاسی با یکدیگر به توافق اصولی رسیدند. در سال ۱۳۴۷ سفارت استرالیا در تهران تأسیس گردید. در سال ۱۳۴۹، سفیر ایران در اندونزی به‌عنوان سفیر آکردیته در استرالیا تعیین گردید و در سال ۱۳۵۱، سفارت ایران در کانبرا،  گشایش یافت.

## فهرست

### دوران پهلوی
بهمن آهنین (سفیر ایران در اندونزی و اکردیته در استرالیا) ۲۶ آذر ۱۳۴۹ (۱۷ دسامبر ۱۹۷۰)
- حسین اشراقی: دی ۱۳۵۱[۱] تا آذر ۱۳۵۴
- علیرضا هروی: آذر ۱۳۵۴[۱] تا مهر ۱۳۵۶
- خسرو اکمل: مهر ۱۳۵۶[۱] تا اسفند ۱۳۵۷

### دوران جمهوری اسلامی
- احسان‌الله میرسعید قاضی (کاردار موقت): اسفند ۱۳۵۷[۱] تا خرداد ۱۳۵۹
- جواد یارجانی (کاردار موقت): خرداد ۱۳۵۹[۱] تا فروردین ۱۳۶۱
- احمد اصغریان جدی (کاردار موقت): فروردین ۱۳۶۱[۱] تا اسفند ۱۳۶۱
- محمد خدادادی (کاردار موقت): اسفند ۱۳۶۱[۱] تا آبان ۱۳۶۴
- احمد عطاری: آبان ۱۳۶۴[۱] تا آبان ۱۳۶۶
- احمد علم‌الهدی (کاردار موقت): آبان ۱۳۶۶[۱] تا بهمن ۱۳۶۶
- مهدی خندق‌آبادی: بهمن ۱۳۶۶[۱] تا مهر ۱۳۷۰
- عباس گلریز (کاردار موقت): مهر ۱۳۷۰[۱] تا آذر ۱۳۷۰
- محمدحسن قدیری ابیانه: آذر ۱۳۷۰[۲] تا شهریور ۱۳۷۲
- عباس گلریز (کاردار موقت): شهریور ۱۳۷۲[۱] تا بهمن ۱۳۷۲
- محمد روحی‌صفت: بهمن ۱۳۷۲ تا مهر ۱۳۷۷
- کامبیز شیخ‌حسنی (کاردار موقت): مهر ۱۳۷۷[۱] تا خرداد ۱۳۷۸
- غلامعلی خوشرو: خرداد ۱۳۷۸[۳] تا آبان ۱۳۸۱
- اسحاق آل حبیب (کاردار موقت): آبان ۱۳۸۱[۱] تا دی ۱۳۸۲
- حمید ابوطالبی: دی ۱۳۸۲[۱] تا دی ۱۳۸۵
- محمود موحدی: فروردین ۱۳۸۶ تا فروردین ۱۳۸۹
- محمود بابایی: فروردین ۱۳۸۹ تا مرداد ۱۳۹۳
- عبدالحسین وهاجی: مرداد ۱۳۹۳ تا مرداد ۱۳۹۷
- فریدون حق‌بین: مرداد ۱۳۹۷ تا تیر ۱۴۰۲
- احمد صادقی: تیر ۱۴۰۲ تاکنون